# Åsjön (Skephults socken, Västergötland)
Åsjön är en sjö i Marks kommun i Västergötland och ingår i Viskans huvudavrinningsområde. Sjön är 5,6 meter djup, har en yta på 0,0447 kvadratkilometer och befinner sig 123 meter över havet.